# Lhotka (Bílovec)

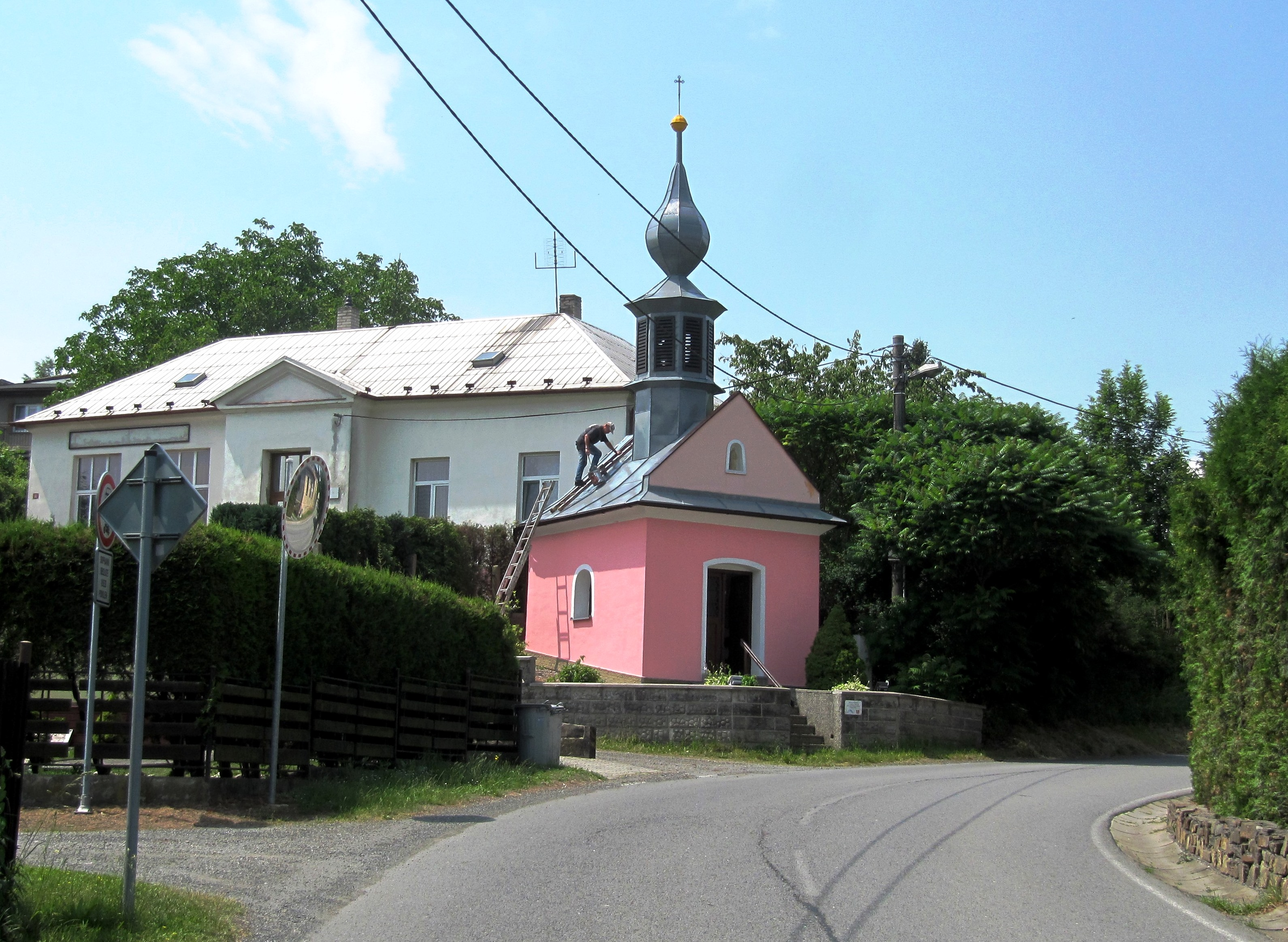
Kapelle

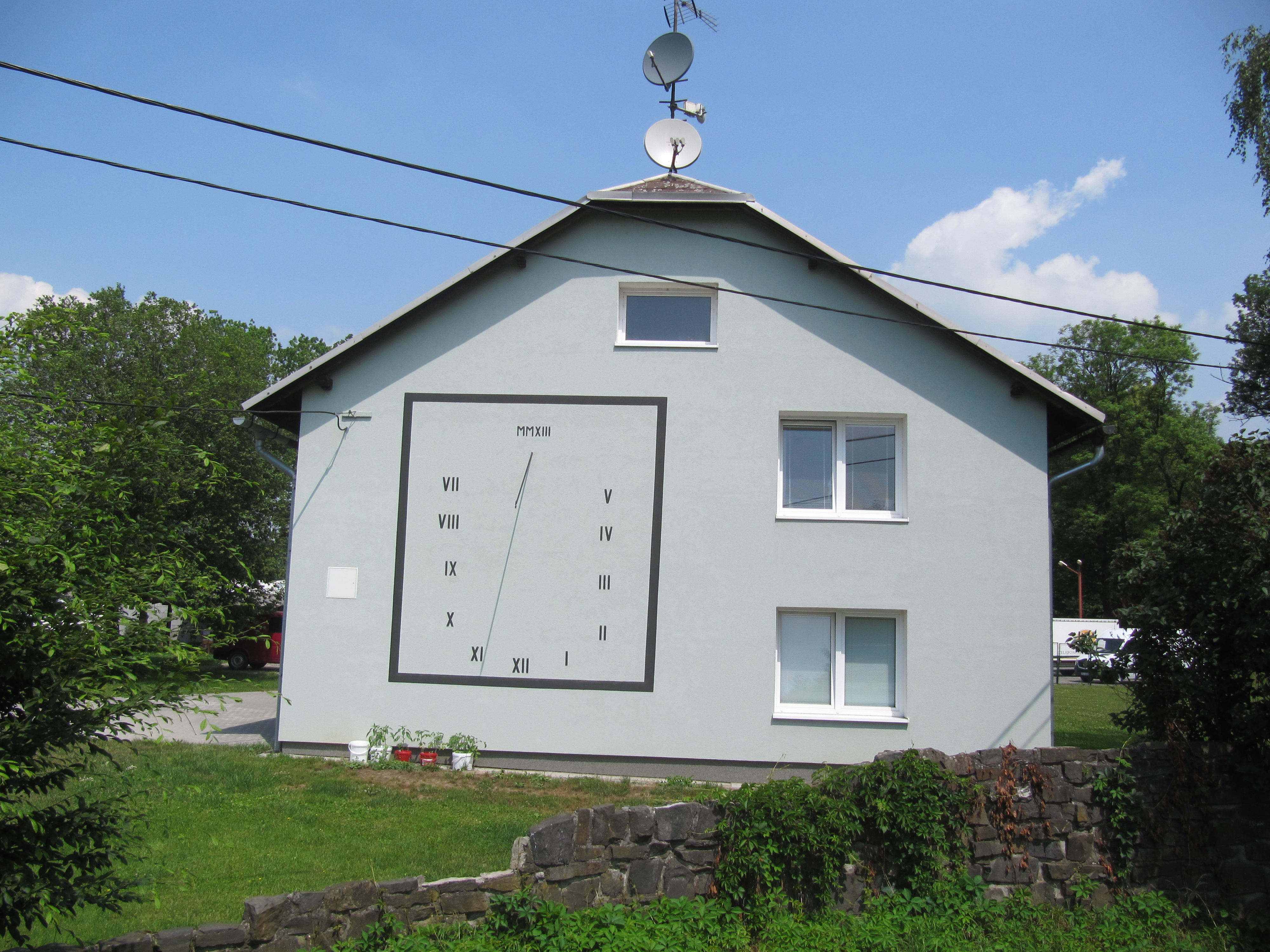
Haus mit Sonnenuhr

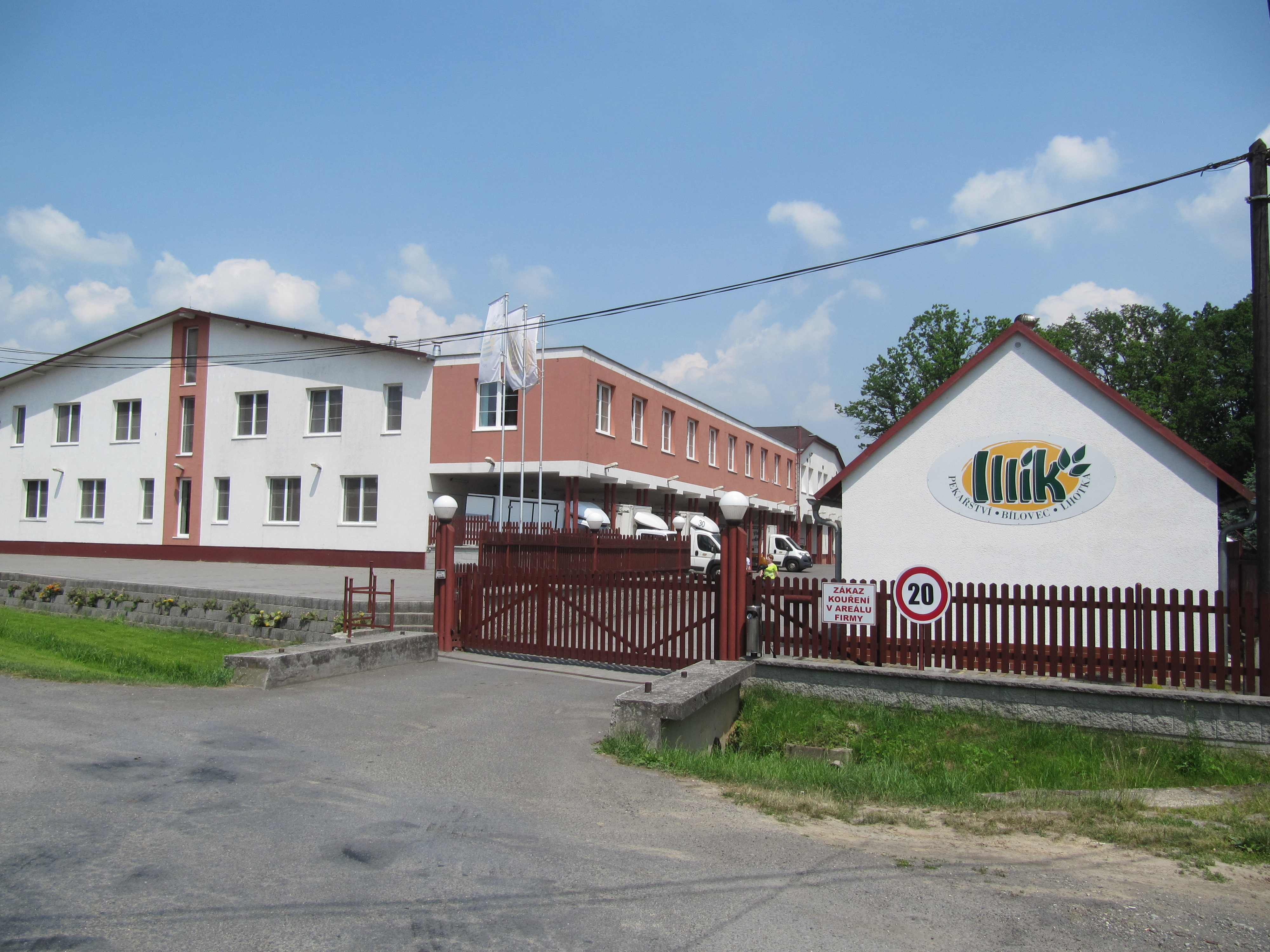
Bäckerei

Lhotka (deutsch Blaschdorf) ist ein Ortsteil der Stadt Bílovec in Tschechien. Er liegt vier Kilometer nordöstlich von Bílovec und gehört zum Okres Nový Jičín.

## Geographie
Lhotka befindet sich am Rande der Ostravská pánev (Ostrauer Becken). Das Dorf liegt rechtsseitig des Baches Sezina (Sestina) am Rande des Naturparks Oderské vrchy im Stillen Tal. Nördlich erhebt sich der Cimberek (Zimberg, 335 m n.m.), im Nordosten der Kamenec (Steinhügel, 305 m n.m.) sowie nordwestlich die Niva (359 m n.m.). 
Nachbarorte sind Zbyslavice im Norden, Kamenec, Vrchpolí und Olbramice im Nordosten, Janovice und Josefovice im Osten, Bravantice im Südosten, Velké Albrechtice im Süden, Bílovec, Horní Předměstí und Údolí Mladých im Südwesten, Annin Dvůr und Lubojaty im Westen sowie Bítov im Nordwesten.

## Geschichte
Die erste urkundliche Erwähnung von Ellhota Myslikowa erfolgte im Jahre 1377 als Besitz des Ješek von Bítov. Wahrscheinlich wurde das Dorf nach seinem Lokator benannt. Ursprünglich war Lhotka dem Gut Bravantice untertänig und wurde später dem Gut Bítov zugeschlagen. 1431 wurde das Dorf als Ješkova Lhota bezeichnet. Ab 1450 gehörte das Dorf den Vladiken Bítovský von Bítov. Im Jahre 1519 verkaufte Václav Hanuš Bítovský von Bítov das Gut Bítov mit den Dörfern Bítov, Tísek und Lhotka an Wenzel Füllstein von Bladen (Václav Fulštejn z Vladěnína), der es mit seiner Herrschaft Wagstadt vereinigte. Nachfolgende Grundbesitzer waren bis ins 17. Jahrhundert die Freiherren von Praschma und danach die Freiherren von Popp, die die Herrschaft den Freiherren Sedlnitzky von Choltitz vererbten. 
Der deutsche Name Blossdorf ist seit 1569 nachweislich, ab 1619 wurde das Dorf Blaschdorf genannt. Im 18. Jahrhundert wurde das Dorf überwiegend deutschsprachig. Das älteste Ortssiegel stammt aus der zweiten Hälfte des 18. Jahrhunderts und zeigte ein Patriarchenkreuz.
Im Jahre 1834 bestand das in einem umwaldeten, etwas sumpfigen Tal gelegene Dorf Blaschdorf aus 17 ärmlichen Häusern, in denen 122 Personen lebten. Unweit des Dorfes lag eine einradige herrschaftliche Wassermühle, die nach Laubias konskribiert war. Pfarr- und Schulort war Laubias. Bis zur Mitte des 19. Jahrhunderts blieb das Dorf der Minderherrschaft Wagstadt untertänig.
Nach der Aufhebung der Patrimonialherrschaften bildete Blaschdorf / Lhotka ab 1849 einen Ortsteil der Gemeinde Laubias / Lubojaty im Gerichtsbezirk Wagstadt. Ab 1869 gehörte Blaschdorf zum Bezirk Troppau. Zu dieser Zeit hatte das Dorf 134 Einwohner und bestand aus 21 Häusern. Seit der zweiten Hälfte des 19. Jahrhunderts verdiente sich ein Großteil der Einwohner den Lebensunterhalt durch Lohnarbeit bei den Witkowitzer Eisenwerken und den Ostrauer Steinkohlenwerken und Industriebetrieben. 1896 wurde Blaschdorf dem neu gebildeten Bezirk Wagstadt zugeordnet. Im Jahre 1900 lebten in Blaschdorf 123 Personen; 1910 waren es 141. Zu Beginn des 20. Jahrhunderts änderte die Gemeinde ihren Namen in Laubias-Blaschdorf. 1904 wurde in Blaschdorf eine einklassige Volksschule eröffnet. Beim Zensus von 1921 lebten in den 29 Häusern des Dorfes 122 Menschen, darunter 64 Deutsche und 55 Tschechen. In den 1920er wurde die Schließung der Schule angeordnet, da mit 22 Kindern die Mindestschülerzahl nicht erreicht wurde. Danach wurden die deutschen Kinder in Brosdorf unterrichtet. Im Jahre 1930 bestand Blaschdorf aus 31 Häusern und hatte 131 Einwohner. Nach dem Münchner Abkommen wurde das Dorf 1938 dem Deutschen Reich zugesprochen und gehörte bis 1945 zum Landkreis Wagstadt. Nach dem Ende des Zweiten Weltkrieges kam Lhotka zur Tschechoslowakei zurück. Die deutschsprachige Bevölkerung wurde 1946 zum größten Teil vertrieben. Im Jahre 1950 hatte das Dorf 116 Einwohner. Bei der Gebietsreform von 1960 wurde der Okres Bílovec aufgehoben und Lhotka in den Okres Nový Jičín eingegliedert. Am 1. Januar 1979 wurde Lhotka zusammen mit Lubojaty nach Bílovec eingemeindet. Beim Zensus von 2001 lebten in den 24 Häusern von Lhotka 68 Personen.

## Ortsgliederung
Der Ortsteil Lhotka ist Teil des Katastralbezirkes Lubojaty.

## Sehenswürdigkeiten
- Kapelle, im Giebel befindet sich eine Nische mit einer Statuette der Jungfrau Maria